# Eduardo De Filippo

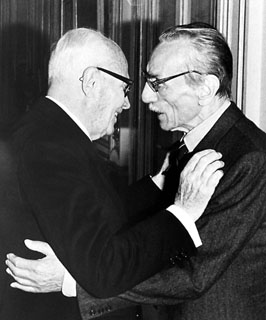
Eduardo De Filippo mit Sandro Pertini

Eduardo De Filippo (* 24. Mai 1900 in Neapel; † 31. Oktober 1984 in Rom) war ein italienischer Schauspieler und Theaterautor. Daneben war er auch als Drehbuchautor und Filmregisseur tätig.

## Leben
De Filippo wurde am 24. Mai 1900 in Neapel geboren. Seinen ersten Bühnenauftritt hatte er 1904 als japanisches Kind in der Operette „La Gheisha“. Er begann regelmäßig die Theatertruppe seines leiblichen Vaters Eduardo Scarpetta zu besuchen. Von 1914 bis 1921 war er Mitglied von Vincenzo Scarpettas Truppe.
Im Jahr 1921 schrieb er sein erstes einaktiges Stück, „Farmacia di turno“. Er wurde Mitglied der Theatertruppe Peppino Villani. 1925 verstarb Eduardo Scarpetta, ohne seine drei unehelichen Kinder als die seinen anerkannt zu haben. De Filippo heiratete 1928 die amerikanische Schauspielerin Dorothy Pennington, die Ehe hielt nur einige Monate. Im Sommer 1929 führte er zusammen mit seinem Bruder Peppino und seiner Schwester Titina im Vaudeville-Style einen Rückblick auf Kokasse und Tricot (Pseudonyme für Mario Mangini und Eduardo) vor der Molinaritruppe auf. Sein Einakter „Sik-Sik, l’artefice magico“ führte ihn zum ersten großen Erfolg als Dramatiker.
1931 gründete er mit seinem Bruder und seiner Schwester das „Teatro Umoristico i De Filippo“. Pirandello, beeindruckt von der Selbstübertreffung der „De Filippo“-Truppe, wollte seine „Liolà“ 1932 in einer neapolitanischen Version auf die Bühne bringen. Die „De Filippo“-Truppe brachte dann 1934 „Liolà“ auf die Bühne. Nach dem Erfolg von „Liolà“ wollte Pirandello „Il berretto a sonagli“ in neapolitanischer Sprache auf der Bühne zeigen. Eduardo spielte die Rolle des Hauptdarstellers Ciampa.
1937 wurde „L’abito nuovo“, von Eduardo und Pirandello zusammen geschrieben, auf einer kleinen Novelle Pirandellos basierend, aufgeführt. Titina, die zeitweise die „De Filippo“-Truppe verlassen hatte, um für eine Truppe Nino Tarantos zu arbeiten, schloss sich 1941 wieder ihren Brüdern an. Peppino De Filippo verließ 1944 die Truppe und veranlasste damit ihre Auflösung. Eduardo De Filippo gründete 1945 zusammen mit Titina die Truppe „Il teatro di Eduardo“. Im März war Premiere von „Napoli milionaria“ im San-Carlo-Theater, Neapel. Ab diesem Zeitpunkt trat die Truppe sowohl in Italien als auch im Ausland auf.
Ab 1932 war De Filippo auch als Filmschauspieler tätig; seit 1939 führte er auch Regie bei Filmen, die oftmals nach eigenen Stücken entstanden. Nahezu allen Filmen gemein war die Ansiedlung im Milieu armer Leute und das Zielen auf Sentiment und Melodramatik mit durchaus auch komödiantischen Mitteln.
1972 wurde De Filippo mit dem internationalen Antonio-Feltrinelli-Preis ausgezeichnet. 1981 wurde er zum Senator auf Lebenszeit ernannt.
Später schloss er sich als Sozialist der Sinistra Indipendente an.
De Filippo war dreimal verheiratet; mit Dorothy Pennington, Thea Prandi und nach deren Tod mit Isabella Quarantotti.

## Filmografie (Auswahl)

### Als Darsteller
- 1945: Zu neuem Leben (La vita ricomincia)
- 1947: Die Gezeichnete (Assunta Spina) (auch Buch)
- 1951: Die Mädchen vom Spanischen Platz (Le ragazze di piazza di Spagna)
- 1952: Ein Auto macht noch keinen Millionär (Cinque poveri in automobile) (auch Buch)
- 1953: Die Geliebte (Traviata 53)
- 1953: Römischer Reigen (Villa Borghese)
- 1953: Tempi nostri (auch Buch)
- 1954: Das Gold von Neapel (L’oro di Napoli)
- 1955: Zwei silberne Leuchter (Il cortile)
- 1958: Der Mann in den kurzen Hosen (L’uomo dai calzoni corti)
- 1958: Sturm über Eden (Raw Wind in Eden)
- 1959: Ferdinand – König von Neapel (Ferdinando I, re di Napoli)
- 1960: Der Weg zurück (Tutti a casa)
- 1961: Das Spukschloß in der Via Veneto (Fantasmi a Roma)
- 1963: Gestern, heute und morgen (Ieri, oggi, domani) (auch Buch)

### Als Regisseur
- 1950: Millionenstadt Neapel (Napoli milionaria) (auch Buch)
- 1952: Mädchen zum Heiraten (Ragazze da marito) (auch Buch)
- 1952: Die sieben Sünden (Les sept péchés capitaux) (auch Buch, eine Episode)
- 1957: Fortunella (auch Buch)

### Als Drehbuchautor
- 1954: Liebe, Brot und Eifersucht (Pane, amore e gelosia)